# Béatrice Métraux

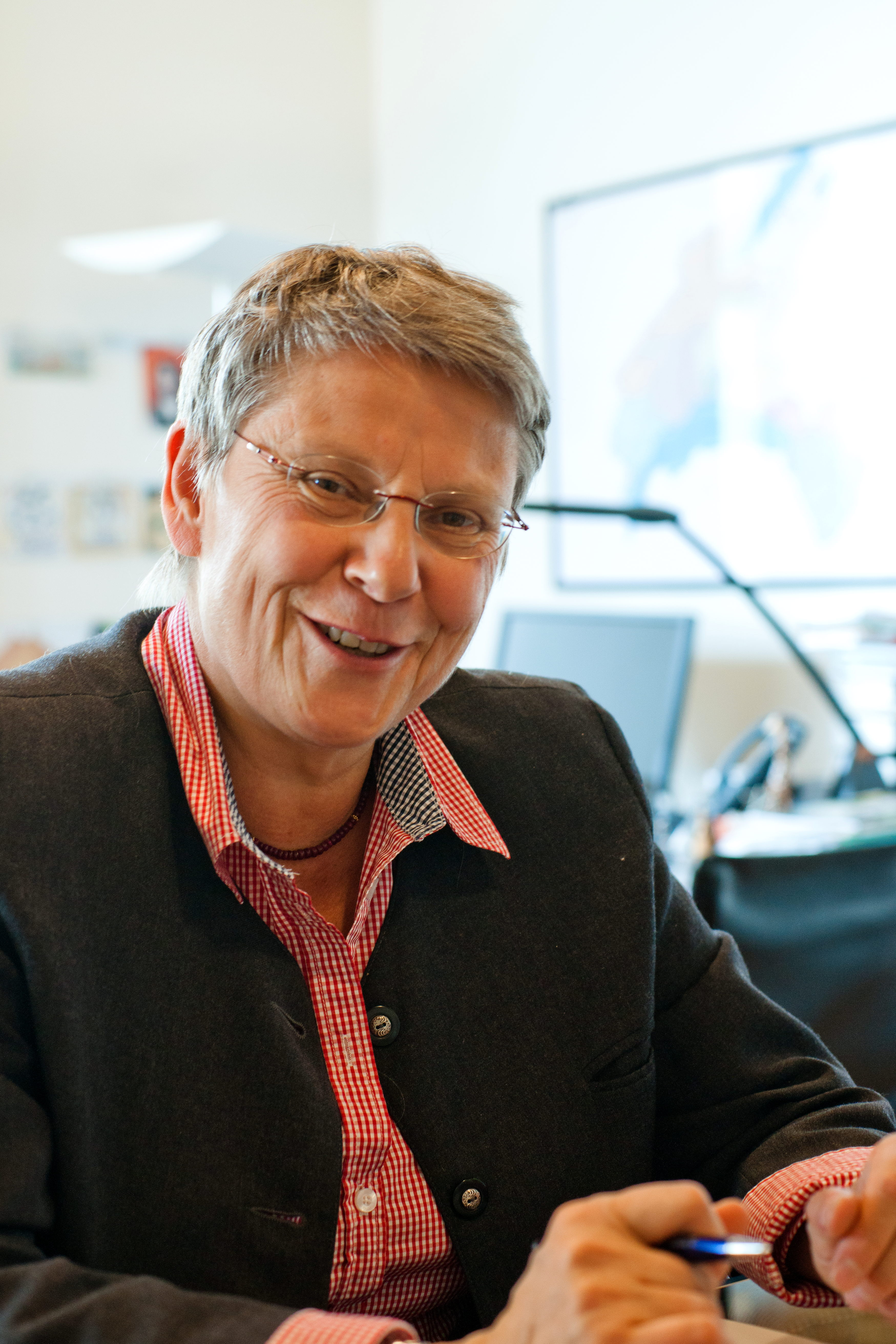
Béatrice Métraux (2012)

Béatrice Métraux (* 11. August 1955 in Arcachon, Frankreich) ist eine französisch-schweizerische Juristin und Politikerin (Grüne).
Métraux absolvierte ein Master-Studium des öffentlichen Rechts an der Universität Lille-Nordfrankreich. Sie hat zudem ein Lizentiat der Rechtsfakultät der Universität Lausanne und ein Diplom des Genfer Universitätsinstituts für europäische Studien (Institut universitaire d’études européennes).
Sie arbeitete in verschiedenen Gerichten im Kanton Waadt und über 18 Jahre in der Bundesverwaltung, zuerst im Bundesamt für Flüchtlinge und dann im Schweizerischen Institut für Rechtsvergleichung. Von 1980 bis 2000 arbeitete sie mehrmals in Afrika, so als Anwältin in einer senegalesischen Anwaltskanzlei sowie für eine  Schweizer Entwicklungshilfe-Organisation in Ruanda und Mali.
Politisch engagierte sie sich zuerst in der Gemeinde Bottens, deren Gemeindepräsidentin sie 2011 wurde. Ab 2007 gehörte sie dem Parlament des Kantons Waadt an. Am 10. Januar 2012 wurde sie als Kandidatin der Grünen in den Staatsrat des Kantons Waadt gewählt und stand seither dem Departement des Innern vor. 2017 wurde sie wiedergewählt. Bei den Staatsratswahlen 2022 trat sie nicht mehr an.
Métraux lebt seit 1981 in der Schweiz. Sie ist verheiratet und hat drei Söhne.

## Publikationen (Auswahl)
In mehreren Publikationen hat Métraux sich mit Problemen des Rassismus, dem muslimischen Familienrecht sowie grundsätzlichen Fragen des Internets, den Beziehungen zur Europäischen Gemeinschaft und mit Wirtschaftsfragen auseinandergesetzt.
- Mesures juridiques existantes dans les Etats membres du Conseil de l’Europe en vue de combattre le racisme et l’intolérance. ECRI/ISDC, Strasbourg 1998.
- Racisme et Internet. ECRI/ISDC, Strasbourg 2000.
- Le droit musulman de la famille et des successions à l’épreuve des ordres juridiques occidentaux. Ouvrage ISDC, 1999.
- Conséquences institutionnelles de l’appartenance aux Communautés européennes. 1991.
- Agriculture suisse, questions choisies d’une catastrophe annoncée. 2003. Mélanges en l’honneur de Pierre Widmer/ISDC.
- Cross-border gambling on the Internet. ISDC, Zürich 2004.